# حسین رحیملی
حسین رحیملی (ترکی آذربایجانی: Hüseyn Rəhimli; ۱۰ ژوئن ۱۹۹۵ –) جودوکار پارالمپیک اهل جمهوری آذربایجان است.

## زندگی
حسین رحیملی در ۱۰ ژوئیه سال ۱۹۹۵ به دنیا آمد. وی در وزن ۶۳ کیلوگرم بخش مردان در بازی‌های پارالمپیک تابستانی ۲۰۲۰ در توکیو برنده مدال طلا شد.

## جایزه
به دستور الهام علی‌اف، رئیس‌جمهور آذربایجان به تاریخ ۶ سپتامبر سال ۲۰۲۱، به حسین رحیملی در ازای دست‌آوردهای برجسته اش در بازی‌های پارالمپیک تابستانی ۲۰۲۰ و سهمش در پیشرفت ورزش آذربایجان نشان برای خدمت به میهن درجه یک اعطا شد.